# 末·结桑东则布
末·结桑东则布（藏語：འབལ་སྐྱེས་བཟང་སྡོང་ཙབ།，？—755年），或简称末·东则布，是吐蕃帝国的一位军事人物，曾担任大贡论一职。
出身在吐蕃的末氏家族，后来担任政务九大臣之一。729年，率军在木垒、九垒与唐军作战，大破之。734年，在多麦主持会盟。737年，率军入侵小勃律，将其变为吐蕃的属国。此后在744年、746年和747年，先后三次与大贡论没庐·穷桑倭儿芒一起主持冬季会盟，此后取代穷桑倭儿芒担任大贡论一职。
755年，末·结桑东则布与苏毗勾结谋反，趁赞普赤德祖赞在亚著贝擦城（藏語：ཡ་འབྲོག་ས་ཚལ）赛马之际，联合另一位重臣朗·梅色（藏語：ལང་མྱེསཟིགས།）把赞普害死。随后苏毗国王没庐赞起兵叛乱。恩兰·达扎路恭（马重英）得知此事，立即率兵平叛，逮捕并诛杀了末·东则布与朗·梅色二人，随后又与琛·杰斯秀亭（尚结息）一起逮捕了末氏和朗氏族人，将其灭族。
根据《贤者喜宴》的说法，末·结桑东则布和朗·梅色都是佛教徒。他们失势后，玛祥仲巴杰和恩兰·达扎路恭开始推行反佛教的政策。